# Şirinköy (Gökçeada)

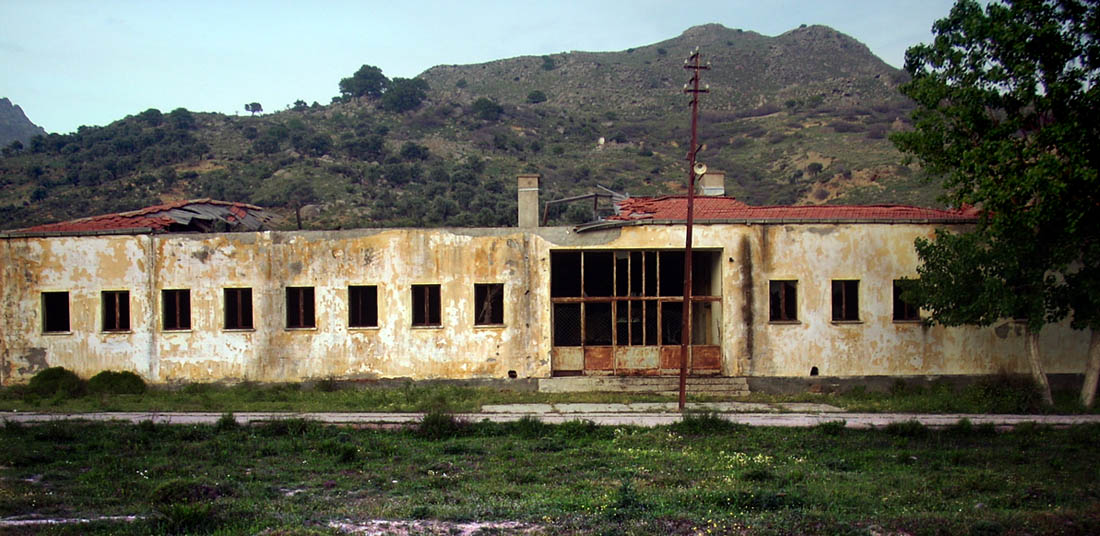
Das ehemalige „offene Gefängnis“ bei Şirinköy

Şirinköy ist ein Dorf im Südwesten der türkischen Insel Gökçeada / Imvros im Ägäischen Meer. Der Ort liegt am Ende der Hauptstraße der Insel und ist 21 Kilometer von der Stadt Merkez entfernt.

## Geschichte
Şirinköy wurde 1996 von rund 80 bulgarischen Türken gegründet, die unter dem Regime von Živkov vertrieben wurden. Zu ihnen gesellten sich Siedler aus der Provinz Erzurum.
Bei Şirinköy liegt das einstige „offene Gefängnis“, das 1965 eröffnet und 1991 geschlossen wurde. Das Gebäude wird heute als Stall benutzt.